# 광양 중흥산성 쌍사자 석등
광양 중흥산성 쌍사자 석등(光陽 中興山城 雙獅子 石燈)은 전라남도 광양시 중흥산성에서 출토되어 원래는 원래 전라남도 광양시 옥룡면 중흥산성 안에 있는 절터에 3층석탑과 함께 있었다. 현재 국립광주박물관 2층 역사문화실에 소장되어 있다. 남북국 시대 신라의 석등이다.

## 문화재 개요
석등은 부처의 자비심을 상징하는 빛을 밝히기 위해 불을 켜는 곳이다. 받침은 두 마리의 사자가 늠름하게 가슴을 맞대고 있는 모습이며, 화사석을 받치고 있다. 사자는 갈기가 달린 숫사자로 입과 갈기, 꼬리가 서로 다르게 표현되어 있다. 불을 켜는 곳에는 창을 댄 못 구멍이 남아 있고, 지붕돌에는 연꽃모양 장식을 얹었다. 이 석등은 통일신라 후기에 유행한 양식이다.

## 수난의 이동 내력
- 원래 전라남도 광양시 옥룡면 중흥산성 안에 있는 남북국 시대 절터에 3층석탑과 함께 있었다.
- 일제강점기 1930년 당시 중흥산성이 있는 옥룡면 옥룡보통학교 후원회에서 기금을 마련하고자 이 석등을 땅 주인 모르게 부산의 골동품상에게 매각하려고 했으며, 골동품상은 이 석등을 대구의 일본인 부호인 이치다 지로(市田次郞)에게 팔기로 했다. 보통학교 후원회에서 석등의 가치를 따로 알아 보니 자신들의 예상가보다 7~8배 많아 군청 당국과 이 일을 상의하는 중에 자신들의 행위가 위법이라는 사실을 알게 되어 결국 매각은 무산되었다.
- 이듬해 대구의 유명한 골동품 수집가인 오구라 다케노스케(小倉武之助)와 부산 골동품상의 사주로 석등을 분해하여 옥룡면사무소 앞으로 옮기는 모습이 주민들에 발각되어 석등 반출은 미수에 그쳤고 면사무소에 보관하게 되었다.
- 이러한 사실을 총독부에서 조사한 뒤에 석등은 우선 전남 도지사 관사로 일단 옮기게 되었고 다시 이듬해 경복궁 자경전 앞으로 옮겨지게 되었다.
- 1945년 일제강점기에서 해방이 된 뒤에 이승만 대통령이 있던 경무대(지금의 청와대)로 옮겨졌는데 그 경위는 알려져 있지 않다.
- 1961년 5. 16군사 쿠데타가 일어난 뒤 석등은 청와대에서 덕수궁으로 옮겨진다. 역시 옮겨진 이유는 분명하지 않다.
- 국립중앙박물관이 1972년 경복궁으로, 다시 1986년 옛 중앙청 건물(조선총독부 건물)로 옮겨갈 때마다 석등도 이사를 했다.
- 1978년 국립광주박물관이 개관된 이후 1990년에 이 석등은 광주박물관으로 옮겨졌다.[1]

## 사진

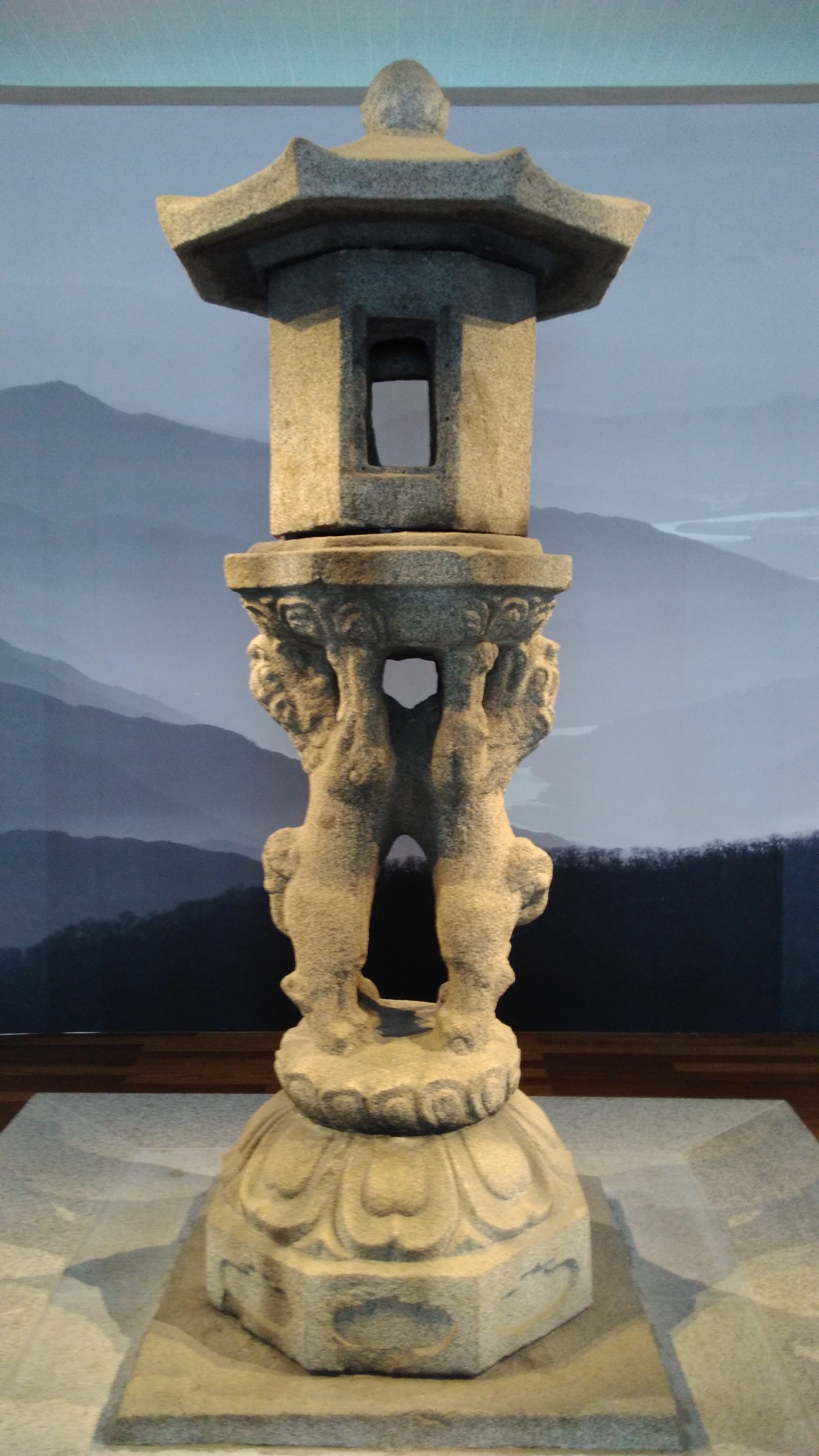
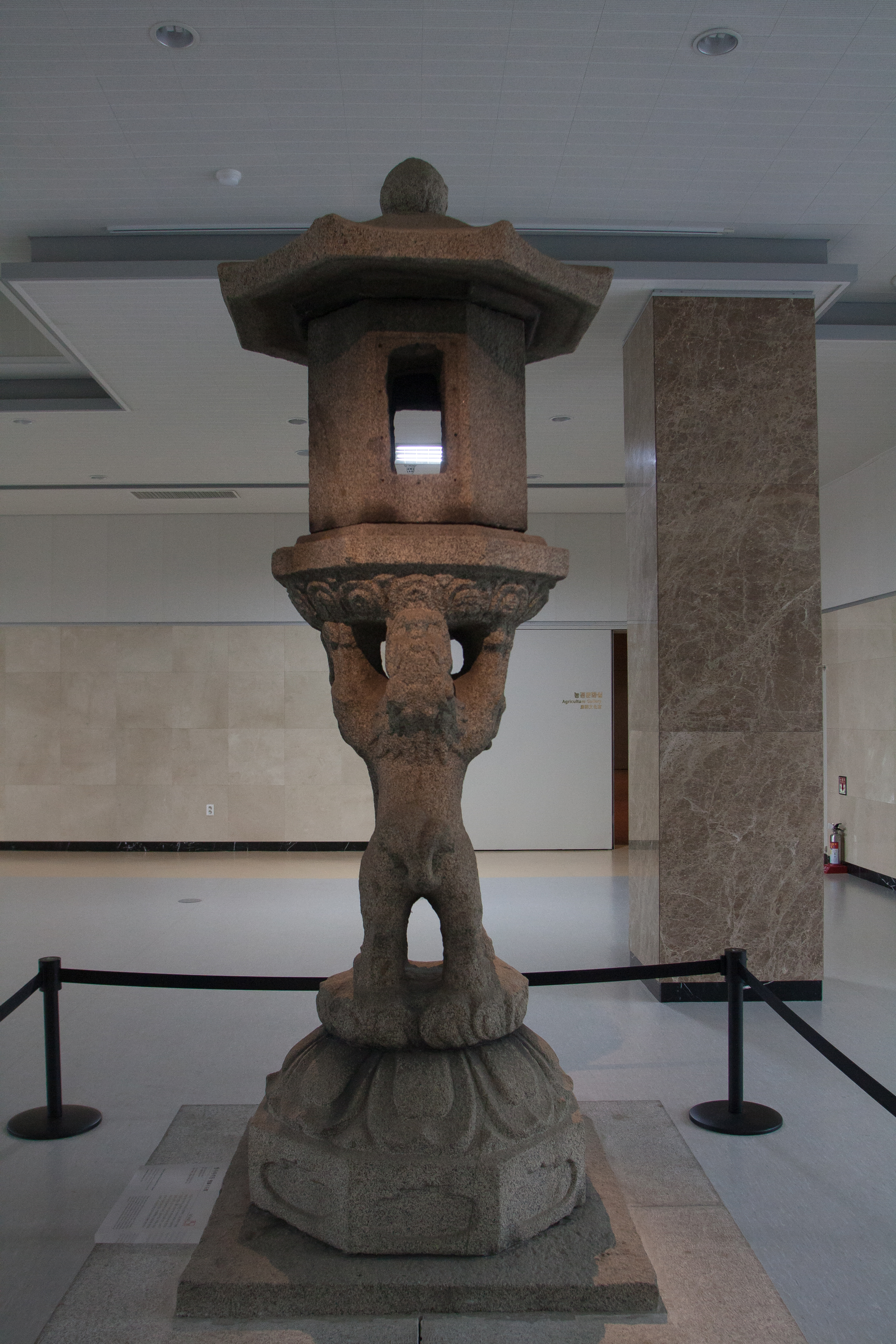
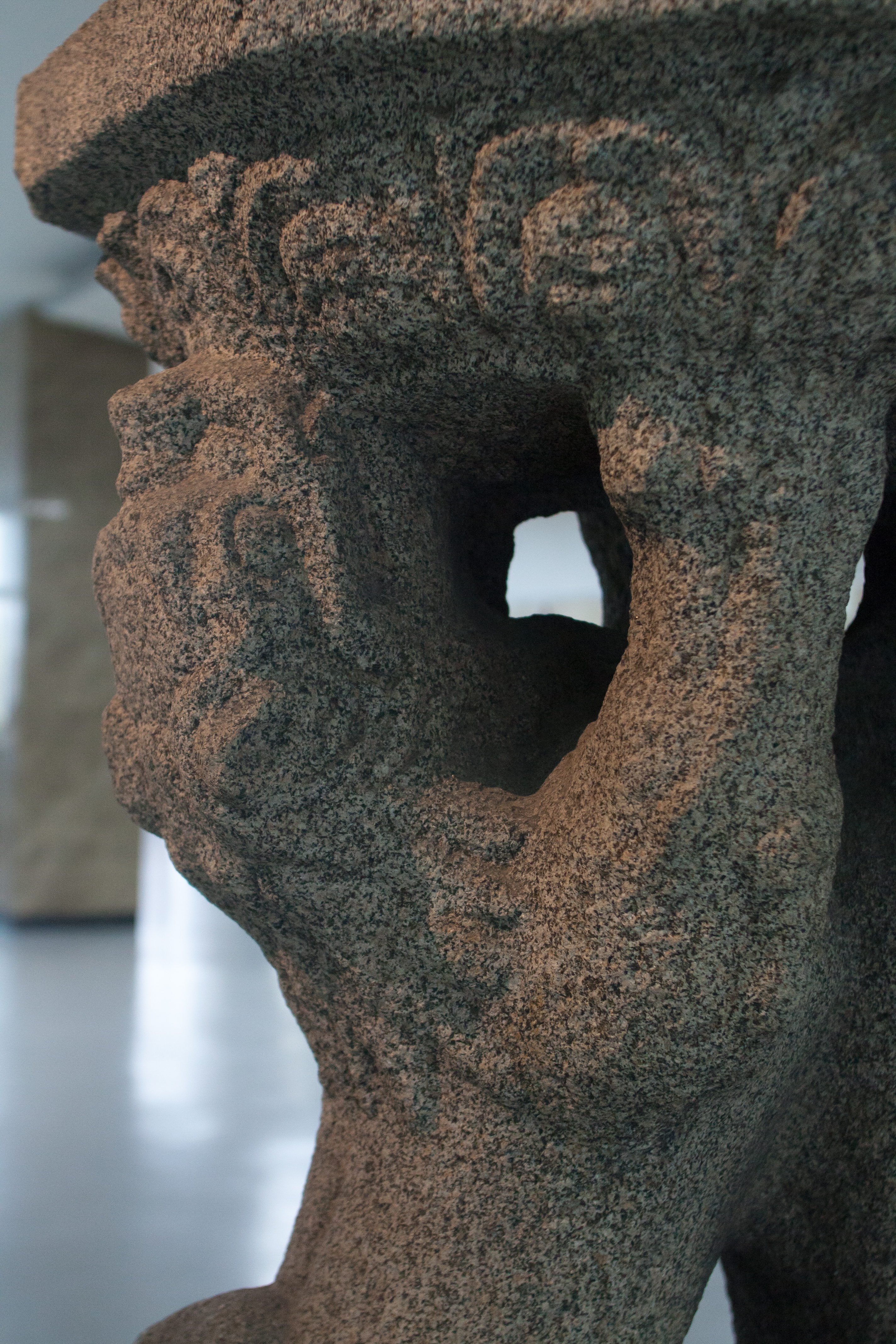
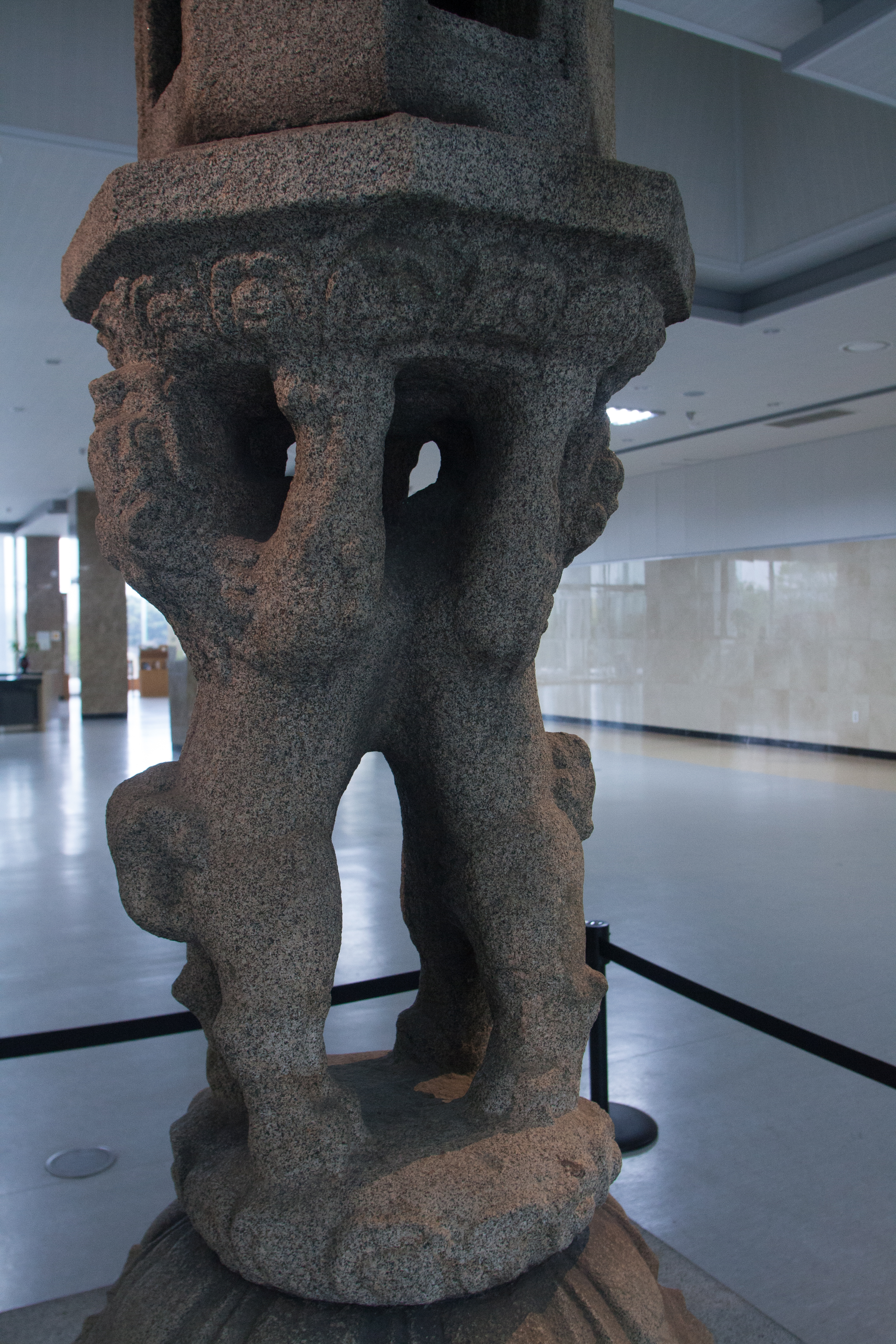
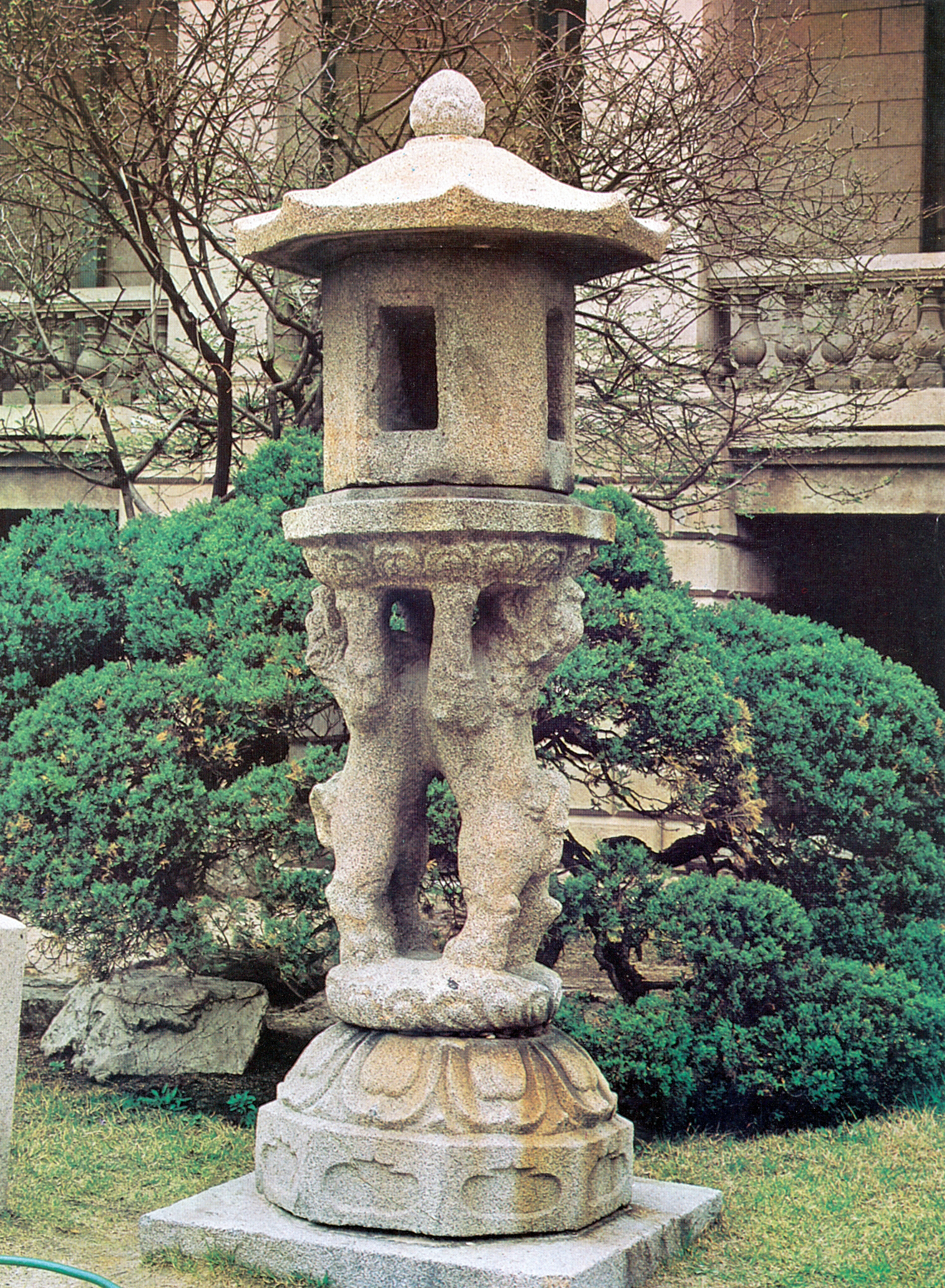
경복궁 또는 옛 중앙박물관 자리에 있던 시절

## 같이 보기
- 광양 중흥산성 - 전라남도 기념물 제178호
- 광양 중흥산성 삼층석탑 - 보물 제112호

## 참고 자료
- 광양 중흥산성 쌍사자 석등 - 국가유산청 국가유산포털